# Fara na Proseku
Fara na Proseku v Praze 9 stojí proti kostelu svatého Václava v ulici U proseckého kostela. Je chráněna jako nemovitá kulturní památka České republiky.

## Historie
Fara kostela sv. Václava je zmiňována již roku 1311. V době pobělohorské zanikla a duchovní správu vykonávali faráři kostela sv. Martina ve zdi v Praze; znovu zřízena byla 20. března 1675. Současná budova pochází z druhé poloviny 18. století a stavebně byla upravena po polovině 19. století.

## Popis
Jednopatrová budova postavená na pravidelném obdélném půdoryse má valbovou střechu a štítový nástavec. Vchod na střední ose je lemovaný pískovcovým portálem, nad kterým je na konzoli umístěna drobná pískovcová socha sv. Jana Nepomuckého z druhé poloviny 18. století. V interiéru je v chodbě segmentová klenba. Místnosti mají rovné stropy.
Po stranách průčelí byla k faře přistavěna ohradní zeď s bránou se segmentovým záklenkem. Na jižní straně přiléhá k faře dvůr s hospodářskými budovami, na severní a západní straně je za novou ohradní zdí zbytek zahrady, zmenšené výstavbou silnice v její severozápadní části.

## Další informace
Od 1. ledna do 31. srpna 1914 byl ve zdejší farnosti kaplanem pozdější kardinál a pražský arcibiskup Josef Beran.